# Desidae
Los désidos (Desidae), conocidas como arañas intercotidales o intermareales, son una familia de arañas araneomorfas que viven en un lugar bastante inusual, la zona intermareal (entre las mareas). Aunque alguna vez se pensó que estas arañas estaban limitadas a vivir en el hemisferio Sur, algunos miembros de la familia Paratheuma fueron descubiertos en Sonora y Cayos de Florida en la segunda mitad del siglo XX. La familia fue revaluada en los últimos años para incluir algunas especies y géneros de tierra. Algunos miembros del género Paratheuma viven en conchas de percebes, las cuales sellan con telaraña. Eso les ayuda a mantener una burbuja de aire durante la marea alta. Estas arañas intercotidales se alimentan de varios artrópodos pequeños que viven también en esta zona intercotidal.

## Géneros
Existen en total 38 géneros, que albergan 182 especies.
- Badumna Thorell, 1890 (Australasia, Estados Unidos, Paraguay)
- Canala Gray, 1992 (Nueva Caledonia)
- Cambridgea L. Koch, 1872
- Cicirra Simon, 1886 (Tasmania)
- Colcarteria Gray, 1992 (Australia)
- Desis Walckenaer, 1837 (África, Oceanía, Australasia, Galápagos)
- Epimecinus Simon, 1908 (Australia, Nueva Caledonia)
- Forsterina Lehtinen, 1967 (Australia, Nueva Caledonia)
- Gasparia Marples, 1956 (Nueva Zelanda)
- Gohia Dalmas, 1917 (Nueva Zelanda)
- Goyenia Forster, 1970 (Nueva Zelanda)
- Hapona Forster, 1970 (Nueva Zelanda)
- Helsonia Forster, 1970 (Nueva Zelanda)
- Hulua Forster & Wilton, 1973 (Nueva Zelanda)
- Laestrygones Urquhart, 1894 (Nueva Zelanda, Tasmania)
- Lamina Forster, 1970 (Nueva Zelanda)
- Lathyarcha Simon, 1908 (Australia)
- Mangareia Forster, 1970 (Nueva Zelanda)
- Matachia Dalmas, 1917 (Nueva Zelanda)
- Mesudus Özdikmen, 2007 (Nueva Zelanda) - reemplazo de Manawa Forster, 1970)
- Myro O. P-Cambridge, 1876 (Tasmania, (Nueva Zelanda)
- Namandia Lehtinen, 1967 (Tasmania)
- Neomyro Forster & Wilton, 1973 (Nueva Zelanda)
- Notomatachia Forster, 1970 (Nueva Zelanda)
- Nuisiana Forster & Wilton, 1973 (Nueva Zelanda)
- Ommatauxesis Simon, 1903 (Tasmania)
- Otagoa Forster, 1970 (Nueva Zelanda)
- Panoa Forster, 1970 (Nueva Zelanda)
- Paramatachia Dalmas, 1918 (Australia)
- Paratheuma Bryant, 1940 (Estados Unidos, Oceanía, Corea, Japón)
- Phryganoporus Simon, 1908 (Australia)
- Pitonga Davies, 1984 (Australia)
- Porteria Simon, 1904 (Chile)
- Rapua Forster, 1970 (Nueva Zelanda)
- Syrorisa Simon, 1908 (Nueva Caledonia, Australia)
- Taurongia Hogg, 1901 (Australia)
- Toxops Hickman, 1940 (Tasmania)
- Toxopsoides Forster & Wilton, 1973 (Nueva Zelanda)
- Tuakana Forster, 1970 (Nueva Zelanda)